# Durango F85
Durango F85 (F85) је професионални рачунар, производ фирме Durango који је почео да се израђује у Сједињеним Америчким Државама током 1977. године.
Користио је Intel 8085 као централни микропроцесор а RAM меморија рачунара F85 је имала капацитет од 64 KB до 192 KB. 
Као оперативни систем кориштен је DX-85M, CP/M 2.2.

## Детаљни подаци
Детаљнији подаци о рачунару F85 су дати у табели испод.
|                       |                                                       |
| [ 1 ]                 |                                                       |
| Произвођач            |                                                       |
| Тип                   | професионални рачунар                                 |
| Меморија              | 64 до 192 KB                                          |
| Поријекло             | Сједињене Америчке Државе                             |
| Година                | 1977                                                  |
| Тастатура             | пуни помак тастера, 84 тастера                        |
| Процесор              |                                                       |
| Фреквенција процесора | 5                                                     |
| RAM                   | 64 до 192 KB                                          |
| ROM                   | 4 KB                                                  |
| Текст                 | 80x24 / 64x16                                         |
| Графика               | нема                                                  |
| Боја                  | једна боја                                            |
| Звук                  | пиезоелектрични мали звучник                          |
| Димензије             | 28,5 (ширина) x 22,5 (дубина) x 16 (висина) инча / 30 |
| Портови               |                                                       |
| Оперативни систем     |                                                       |